# Tripping the Live Fantastic
Tripping the Live Fantastic è il primo album dal vivo da solista di Paul McCartney, pubblicato nel 1990.

## Descrizione
Venne pubblicato negli Stati Uniti il 29 ottobre 1990 per la EMI/Capitol Records e in Inghilterra il 5 novembre 1990 per la EMI/Parlophone. Fu pubblicato come triplo LP, doppio CD e doppia cassetta.
La tracklist del doppio album ripercorre gran parte della carriera con i Beatles e da solista di McCartney, a partire da Please Please Me (del 1963, con il brano I Saw Her Standing There), fino a Flowers in the Dirt, all'epoca ultimo album in studio di McCartney. Nell'album, montato in modo da sembrare un unico grande concerto, compaiono talvolta alcuni brani registrati al soundcheck: alcuni brani inediti improvvisati e cover di varie epoche. Il titolo allude alla frase "tripping the light fantastic" del poema L'allegro di John Milton, con il significato di ballare o muoversi su un accompagnamento musicale.
A differenza di Wings over America, in cui la scelta di McCartney di cambiare l'ordine dei crediti nei brani dei Beatles (McCartney/Lennon anziché Lennon/McCartney) sollevò forti critiche, in Tripping the Live Fantastic è stata rispettata la forma originale. Anche se la critica ha rimarcato l'album come una sorta di operazione nostalgia ad opera di un McCartney in forma non eccelsa, rimane uno dei migliori live della carriera del compositore.

## Tracce

### CD 1
1. Showtime – 0:38
2. Figure of Eight – 5:32 (Paul McCartney)
  - Registrata a Rotterdam, 10/11/89
3. Jet – 4:02 (Paul McCartney)
  - Registrata a Wembley, 17/01/90
4. Rough Ride – 4:48 (Paul McCartney)
  - Registrata a Parigi, 10/10/89
5. Got to Get You into My Life – (John Lennon/Paul McCartney) 3:21
  - Registrata a Dortmund, 17/10/89
6. Band on the Run – 5:09 (Paul McCartney)
  - Registrata a Wembley, 16/01/90
7. Birthday – (John Lennon/Paul McCartney) 2:43
  - Registrata a Knebworth, 30/06/90. Pubblicata anche come EP per il cinquantesimo compleanno di John Lennon
8. Ebony and Ivory – 4:00 (Paul McCartney)
  - Registrata a Rotterdam, 08/11/89
9. We Got Married – 6:38 (Paul McCartney)
  - Registrata a Wembley, 16/01/90
10. Inner City Madness – (Paul McCartney/Linda McCartney/Hamish Stuart/Robbie McIntosh/Paul Wickens/Chris Whitten) 1:22
  - Improvvisazione strumentale al soundcheck registrata a Birmingham, 02/01/90
11. Maybe I'm Amazed – 4:41 (Paul McCartney)
  - Registrata a Rotterdam, 08/11/89
12. The Long and Winding Road – (John Lennon/Paul McCartney) 4:18
  - Registrata a Rio de Janeiro, 19/04/90
13. Crackin' Up – (Ellas McDaniel) 0:49
  - Brano improvvisato registrato a Los Angeles, 23/11/89. Apparso precedentemente in forma completa nell'album Снова в СССР.
14. The Fool on the Hill – (John Lennon/Paul McCartney) 5:01
  - Il brano contiene nella parte strumentale un frammento dell'ultimo discorso di Martin Luther King "I See The Promised Land". Registrato a Wembley, 13/01/90.
15. Sgt. Pepper's Lonely Hearts Club Band – (John Lennon/Paul McCartney) 6:23
  - Registrata a Los Angeles, 23/11/89
16. Can't Buy Me Love – (John Lennon/Paul McCartney) 2:14
  - Registrata a Monaco di Baviera, 21/10/89
17. Matchbox – (Carl Perkins) 3:09
  - Uno dei pezzi che i Beatles erano soliti eseguire all'inizio della loro carriera. Registrata a Wembley, 21/01/90
18. Put It There – 2:43 (Paul McCartney)
  - Registrata a Göteborg, 28/09/89
19. Together – (Paul McCartney/Linda McCartney/Hamish Stuart/Robbie McIntosh/Paul Wickens/Chris Whitten) 2:17
  - Un'altra jam session, registrata a Chicago, 05/12/89

### CD 2
1. Things We Said Today (John Lennon/Paul McCartney) – 5:01
  - Registrata a Madrid, 02/11/89.
2. Eleanor Rigby (John Lennon/Paul McCartney) – 2:36
  - Registrata a Worcester, 08/02/90.
3. This One – (Paul McCartney) 4:28
  - Registrata a Detroit, 01/02/90.
4. My Brave Face (Paul McCartney/Declan MacManus) – 3:09
  - Registrata a Wembley, 19/01/90.
5. Back in the U.S.S.R. (John Lennon/Paul McCartney) – 3:15
  - Registrata a Tokyo, 05/03/90.
6. I Saw Her Standing There (John Lennon/Paul McCartney) – 3:25
  - Registrata a Montréal, 09/12/89.
7. Twenty Flight Rock (Eddie Cochran/Ned Fairchild) – 3:09
  - Il brano che colpì il giovane John Lennon tanto da far entrare McCartney nei suoi Quarrymen. Registrata a Wembley, 13/01/90.
8. Coming Up – (Paul McCartney) 5:18
  - Registrata a Tokyo, 03/03/90.
9. Sally – (Will E. Haines/Harry Leon/Leo Towers) 2:03
  - Un'altra performance al soundcheck. Registrata a Wembley, 21/01/90.
10. Let It Be (John Lennon/Paul McCartney) – 3:53
  - Registrata a Miami, 14/04/90.
11. Ain't That a Shame (Fats Domino/Dave Bartholomew) – 2:40
  - Registrata a Tokyo, 09/03/90.
12. Live and Let Die – (Paul McCartney) 3:11
  - Registrata a Göteborg, 28/09/89.
13. If I Were Not upon the Stage (Thomas P. Sutton/William A. Turner Phillips/Stan Bowsher) – 0:36
  - Falso inizio del brano successivo, registrata a Cincinnati, 26/09/89.
14. Hey Jude (John Lennon/Paul McCartney) – 8:03
  - Registrata a Cincinnati, 12/02/90.
15. Yesterday (John Lennon/Paul McCartney) – 2:06
  - Registrata a Worcester, 09/02/90.
16. Get Back (John Lennon/Paul McCartney) – 4:11
  - Registrata a Tokyo, 13/03/90.
17. Golden Slumbers/Carry That Weight/The End (John Lennon/Paul McCartney) – 6:41
  - Registrata a Toronto, 07/12/89.
18. Don't Let the Sun Catch You Crying (Joe Greene) – 4:31
  - Un pezzo registrato al soundcheck di Montreal, 09/12/89.

## Formazione
- Paul McCartney - basso, pianoforte, chitarra elettrica, chitarra acustica, tastiera, voce
- Linda McCartney - tastiere, cori, percussioni
- Hamish Stuart - chitarra elettrica, basso, chitarra acustica, cori
- Robbie McIntosh - chitarra elettrica, cori
- Paul "Wix" Wickens - tastiere, cori
- Chris Whitten - batteria, batteria elettronica

## Pubblicazioni correlate
- Il canale Disney Channel realizzò nel 1990 uno special televisivo intitolato From Rio to Liverpool, passato in Italia sullo storico programma Notte Rock, che seguiva McCartney e la sua band di supporto dal suo famoso concerto a Rio de Janeiro fino alla sua esibizione per la prima volta in trent'anni a Liverpool. In tale occasione, McCartney eseguì per la prima volta dal vivo un medley di brani in omaggio a John Lennon, costituito da Strawberry Fields Forever, Help! e Give Peace a Chance. La voce narrante dello special era quella di John Hurt, per lungo tempo amico di Brian Epstein, manager dei Beatles[4].
- Il regista Richard Lester, che aveva diretto negli anni '60 i primi due film dei Beatles, dirige il film Get Back, che contiene alcuni dei momenti più entusiasmanti degli spettacoli di McCartney durante il tour poi confluito in Tripping accostando i brani eseguiti dal vivo ad immagini di storia recente come la guerra del Vietnam[5].

## Tripping the Live Fantastic: Highlights!
Il 12 novembre 1990 viene pubblicato Tripping the Live Fantastic: Highlights!, selezione su un solo CD dei brani di Tripping the Live Fantastic con un montaggio delle tracce che ripercorre fondamentalmente l'album "completo", soffermandosi però principalmente su brani dei Beatles più che su quelli da solista di McCartney.
Da notare come il brano "All my trials", spiritual di protesta durante gli anni '50 e '60, sia presente solo in Highlights!.
Data la sua natura derivativa da Tripping the Live Fantastic non è considerato il ventitreesimo album solista di Paul McCartney.

### Tracce
1. Got To Get You Into My Life – (John Lennon/Paul McCartney) 3:15
2. Birthday – (John Lennon/Paul McCartney) 2:43
3. We Got Married – (Paul McCartney) 7:09
4. The Long and Winding Road – (John Lennon/Paul McCartney) 3:48
5. Sgt. Pepper's Lonely Hearts Club Band – (John Lennon/Paul McCartney) 2:14
6. All My Trials – (Tradizionale, arrangiato da Paul Mccartney) 3:14
7. Things We Said Today – (John Lennon/Paul McCartney) 5:01
8. Eleanor Rigby – (John Lennon/Paul McCartney) 2:36
9. My Brave Face – (Paul McCartney) 3:09
10. Back in the U.S.S.R. – (John Lennon/Paul McCartney) 3:15
11. I Saw Her Standing There – (John Lennon/Paul McCartney) 3:25
12. Coming Up – (Paul McCartney) 5:18
13. Let It Be – (John Lennon/Paul McCartney) 3:53
14. Hey Jude – (John Lennon/Paul McCartney) 8:03
15. Yesterday – (John Lennon/Paul McCartney) 2:06
16. Get Back – (John Lennon/Paul McCartney) 4:11
17. Golden Slumbers/Carry That Weight/The End – (John Lennon/Paul McCartney) 6:41

## Curiosità
- Il brano che si percepisce in sottofondo nella traccia "Showtime" è "That day is done".
- Nel brano "Coming up", si può percepire in più occasioni il glissando di "A day in the life" moltiplicato in velocità.
- Il libretto fotografico interno si apre con una nota di Paul Mccartney che ricorda i momenti più emozionanti vissuti durante il tour.
- Il libretto apparso nella versione CD (di formato più piccolo rispetto a quella del LP) contiene alcune pagine in più e foto non presenti nella versione in vinile.
- Il lancio di Tripping the Live Fantastic fu accompagnato dall'uscita di alcuni singoli estratti dall'album i cui lati B furono a lungo ricercati dai collezionisti. I singoli contenevano infatti esibizioni registrate al soundcheck mai più apparse altrove.